# Montpeyroux (Puy-de-Dôme)
Montpeyroux ist eine französische Gemeinde mit 325 Einwohnern (Stand 1. Januar 2022) im Département Puy-de-Dôme in der Region Auvergne-Rhône-Alpes. Sie gehört zum Arrondissement Issoire und zum Kanton Vic-le-Comte.
Montpeyroux zählt zu den schönsten Dörfern Frankreichs.

## Lage
Montpeyroux liegt etwa 25 Kilometer (Fahrtstrecke) südöstlich von Clermont-Ferrand und etwa 15 Kilometer nordwestlich von Issoire.

## Bevölkerungsentwicklung
| Jahr                       | 1962 | 1968 | 1975 | 1982 | 1990 | 1999 | 2008 | 2018 |
| Einwohner                  | 240  | 282  | 284  | 262  | 303  | 329  | 358  | 329  |
| Quellen: Cassini und INSEE |      |      |      |      |      |      |      |      |

## Geschichte
Zur Geschichte des kleinen Orts ist wenig bekannt. Nur einen Kilometer vom Fluss Allier entfernt, dominierten Burg und Ort einst das Tal.

## Sehenswürdigkeiten
- Der Tour de Montpeyroux ist ein mächtiger runder Festungsturm (Donjon) aus dem 13. Jahrhundert, der das gesamte Dorf überragt.
- Ein altes Stadttor (porte fortifiée) steht in der Nähe des Turms. Es wurde im 17. oder 18. Jahrhundert mit einer Uhr ausgestattet.
- Der Ort hat noch etliche Häuser aus dem 16. und 17. Jahrhundert, deren Fassaden den damals in den Steinbrüchen der Umgebung abgebauten Naturstein zeigen.

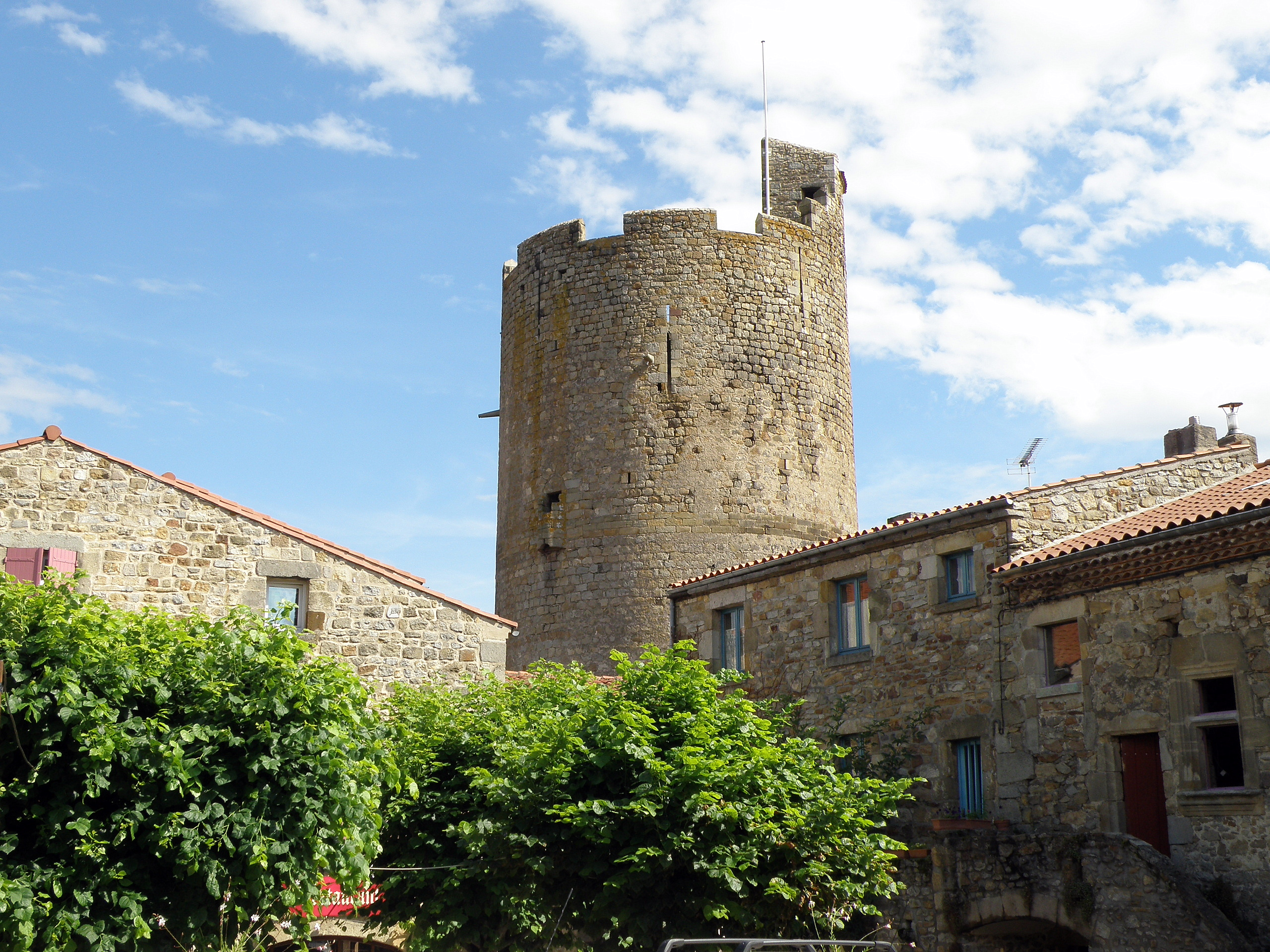
Donjon
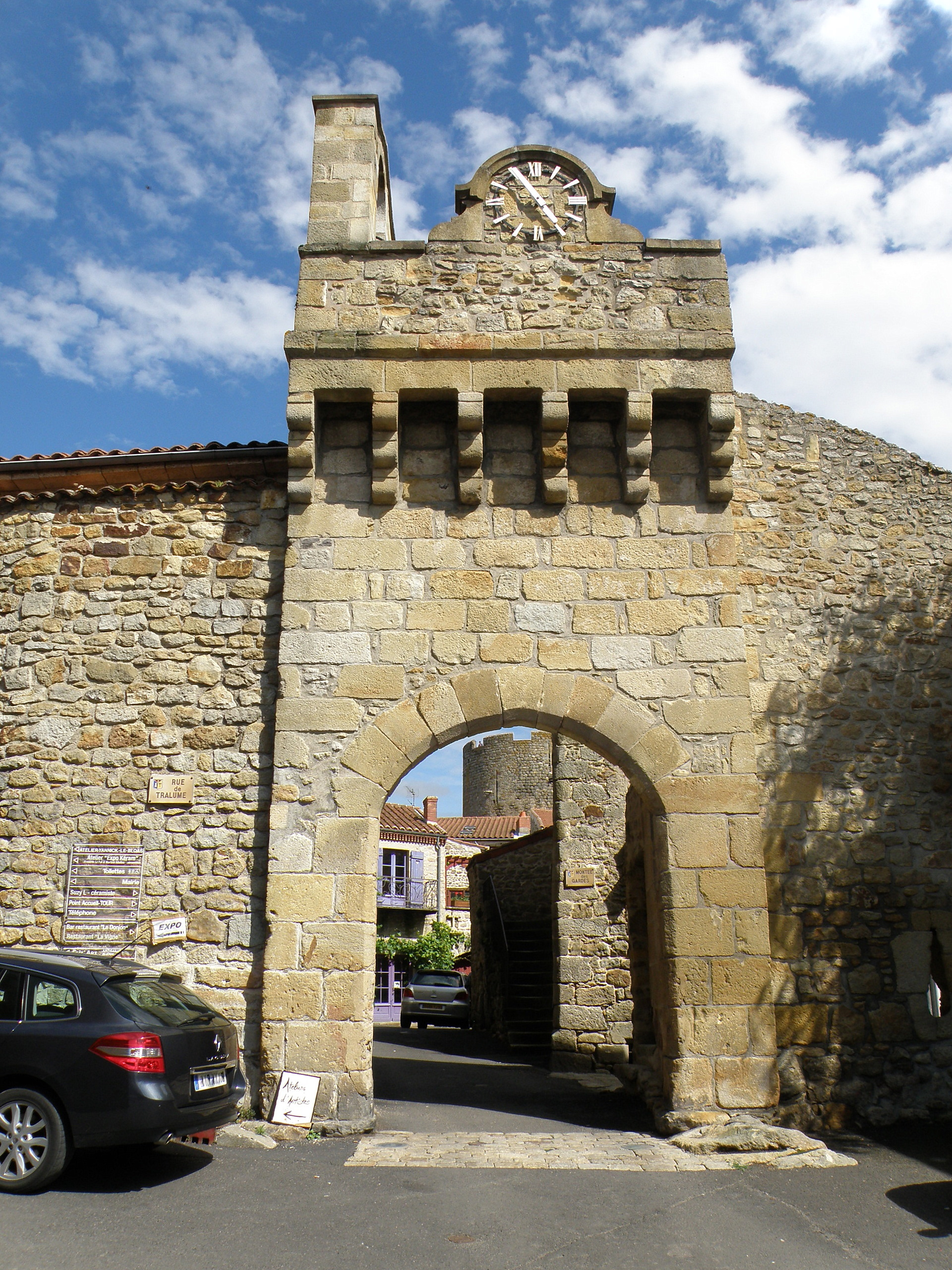
Stadttor